# Candidatura de Unidad Popular-Llamada Constituyente
La Candidatura de Unidad Popular-Llamada Constituyente (en catalán: Candidatura d'Unitat Popular-Crida Constituent; CUP-CC) fue una coalición electoral española formada por diversos partidos de la llamada izquierda independentista catalana, creada para las elecciones al Parlamento de Cataluña de 2015. La candidatura logró 10 escaños.

## Historia
La candidatura se presentó el 14 de julio de 2015 explicando las discrepancias que tuvieron con la lista impulsada por Convergencia Democrática de Cataluña, Esquerra Republicana de Cataluña, Asamblea Nacional Catalana y Òmnium Cultural.
El 16 de julio se dio a conocer los candidatos de las elecciones primarias que se celebraron el 26 de julio.
El día 30 de julio se dieron a conocer los resultados de las primarias realizadas para escoger los diferentes jefas de lista de las diferentes circunscripciones. Un 67% de los votantes dio su voto a la propuesta presentada por el secretariado nacional de la CUP (en el caso de la lista por Barcelona).
Las candidaturas fueron elegidas a través de un proceso de asambleas territoriales y elecciones primarias abiertas a militantes de las organizaciones integrantes de la candidatura además de simpatizantes que previamente se hubieran inscrito en el censo. Tras las votaciones la lista por Barcelona fue encabezada por Antonio Baños, periodista y escritor, y Anna Gabriel, educadora social y profesora universitaria, seguida de Josep Manel Busqueta, Gabriela Serra y Albert Botran. En Tarragona fue encabezada por Sergi Saladié y Maria Mestre, en Gerona por Benet Salellas y Marta Ball-llosera, y Lérida por Ramon Usall y Mireia Boya.

## Miembros
Estuvo apoyada por la Candidatura de Unidad Popular, el Colectivo Drassanes, Constituyentes por la Ruptura, Lucha Internacionalista, En Lucha, Corriente Roja, Los Verdes-Alternativa Verde, Endavant, Poble Lliure, Arran, Sindicato de Estudiantes de los Países Catalanes, Coordinadora Obrera Sindical y los partidos locales Alternativa de Izquierdas de Cornellá, Alternativa de Izquierdas del Prat, Compromiso por Ripollet y Alternativa Ciudadana de Rubí.